# Mesoleptus neglectus
Mesoleptus neglectus là một loài tò vò trong họ Ichneumonidae.